# Alexander Larín
Alexander Larín Hernández, né le 27 juin 1992 à San Salvador au Salvador, est un footballeur international salvadorien, qui évolue au poste de défenseur au CD Hércules.

## Biographie

### Carrière internationale
Rafael Burgos est convoqué pour la première fois par le sélectionneur national Juan de Dios Castillo pour un match amical contre le Guatemala le 11 août 2012 (victoire 1-0). Le 30 août 2014, il marque son premier but en sélection contre la République dominicaine à l'occasion d'un match amical (victoire 2-0). 
Il dispute deux Gold Cup avec l'équipe du Salvador, en 2013 et 2015. Il participe également à deux Copa Centroamericana, en 2013 et 2014.

## Palmarès
- Avec le CS Herediano :
  - Champion du Costa Rica en C. 2015

## Statistiques

### Buts en sélection
Le tableau suivant liste les résultats de tous les buts inscrits par Alexander Larín avec l'équipe du Salvador.